# Reprezentacja Mołdawii w piłce ręcznej kobiet
Reprezentacja Mołdawii w piłce ręcznej kobiet, narodowy zespół piłkarek ręcznych Mołdawii. Reprezentuje swój kraj w rozgrywkach międzynarodowych.